# Balidhiig
Balidhiig (alternativa stavningar: Balidig, Balitig eller Belidhiig) är en ort i Somaliland men även ett distrikt. Befolkningen är mellan 30 000 och 60 000.